# فرودگاه بنهام
فرودگاه بنهام (به انگلیسی: Benham Airport) یک فرودگاه خصوصی است که یک باند فرود آسفالت دارد و طول باند آن ۵۳۳ متر است. این فرودگاه در شهر کاکویل، اورگن کشور ایالات متحده آمریکا قرار دارد و در ارتفاع ۸۵ متری از سطح دریا واقع شده‌است.